# A day in the smoke
A day in the smoke er en film instrueret af Andreas Koefoed.